# Justizamt Dornburg
Das Justizamt Dornburg war ein von 1850 bis 1879 bestehendes erstinstanzliches Gericht des Großherzogtums Sachsen-Weimar-Eisenach mit Sitz in Dornburg/Saale.

## Geschichte
Als 1850 im Großherzogtum Sachsen-Weimar-Eisenach Verwaltung und Justiz getrennt und die Patrimonialgerichte aufgelöst wurden, ging die Jurisdiktion über das vorherige Amt Dornburg auf das ausschließlich als Untergericht fungierende Justizamt Dornburg über. Der Bezirk dieses Justizamts setzte sich aus den Ortschaften Altengönna, Beutnitz, Dornburg, Dorndorf, Golmsdorf, Großheringen, Hainichen, Hermstedt, Hirschroda, Kösnitz, Krippendorf, Lachstedt, Lehesten, Naschhausen, Naura, Nerkewitz, Neuengönna, Pfuhlsborn, Porstendorf, Rödigen, Steudnitz, Stiebritz, Stobra, Wilsdorf, Wormstedt und Zimmern zusammen.
Mit Inkrafttreten des Gerichtsverfassungsgesetzes am 1. Oktober 1879 wurde das Justizamt Dornburg aufgelöst, die Orte Großheringen, Hainichen, Hermstedt, Kösnitz, Lachstedt, Pfuhlsborn, Stiebritz, Stobra, Wormstedt und Zimmern wurden dem Amtsgericht Apolda zugewiesen, die Gemeinden Altengönna, Beutnitz (mit Naura), Dornburg, Dorndorf, Golmsdorf, Hirschroda, Krippendorf, Lehesten, Naschhausen, Nerkewitz, Neuengönna (mit Porstendorf), Rödigen, Steudnitz und Wilsdorf erhielt das Amtsgericht Jena.